# Nathalie Marie-Nely
Nathalie Marie-Nely (née le 24 novembre 1986 au Lamentin) est une athlète française, spécialiste du triple saut. 

## Biographie
Championne de France junior du triple saut en 2004 et 2005, puis championne de France espoir en 2006, elle remporte les titres élite en 2011 et 2014. Elle s'adjuge par ailleurs deux titres nationaux en salle, en 2012 et 2013.
Son record personnel, établi le 5 juin 2012 à Montreuil-sous-Bois, est de 14,03 m.

### Palmarès
- Championnats de France d'athlétisme :
  - vainqueur du triple saut en 2011 et 2014
- Championnats de France d'athlétisme en salle :
  - vainqueur du triple saut en 2012 et 2013

### Records
| Épreuve     | Performance | Lieu                | Date        |
| ----------- | ----------- | ------------------- | ----------- |
| Triple saut | 14,03 m     | Montreuil-sous-Bois | 5 juin 2012 |